# Yatenga (province)
Pour les articles homonymes, voir Yatenga.
Le Yatenga est une des 45 provinces du Burkina Faso, située dans la région du Nord.

## Géographie

### Nature et environnement
Son climat est de type sahélien (plutôt sec).

### Démographie
- En 1985, la province comptait 353 669 habitants recensés (52,23 hab./km2)[2],[3].
- En 1996, la province comptait 444 563 habitants recensés (65,66 hab./km2)[2],[4].
- En 2003, la province comptait 518 311 habitants estimés (76,55 hab./km2)[5].
- En 2006, la province comptait 553 164 habitants recensés (81,70 hab./km2)[6].
- En 2010, la province comptait 609 749 habitants estimés (90,05 hab./km2)[7].
- En 2019, la province comptait 824 994 habitants recensés (121,84 hab./km2)[1].

### Principales localités
Ne sont listées ici que les localités de la province ayant atteint au moins 4 000 habitants dans les derniers recensements (ou estimations de source officielles). Les données détaillées par ville, secteur ou village du dernier recensement général de 2019 ne sont pas encore publiées par l'INSD (en dehors des données préliminaires par département).
| Ville ou village | Coordonnées | Altitude | Population résidente totale | Population résidente totale | Population résidente totale |
| Ville ou village | Coordonnées | Altitude | Rec. 1996                   | Est. 2003                   | Rec. 2006                   |
| ---------------- | ----------- | -------- | --------------------------- | --------------------------- | --------------------------- |
| Ouahigouya       |             | m        | hab.                        | hab.                        | hab.                        |

## Histoire
Cette province prend son nom d'un des grands royaumes mossi précoloniaux, le royaume du Yatenga.
Entre le XIe siècle et le XIVe siècle, le peuple Mossi arrive dans l'actuel Burkina Faso. Il se mêle avec les populations autochtones et forme quatre royaumes dont le Yatenga qui est le plus important. Son roi, sacré, se nomme le Morho Naba (il en existe encore un descendant aujourd'hui). Il dispose d'une administration très centralisée, ce qui permet d'envoyer rapidement des forces de défense. Il est d'ailleurs en conflit avec l'Empire malien, contre lequel il mène de nombreuses campagnes. En 1329, il prend même Tombouctou.

## Administration

### Chef-lieu et haut-commissariat
La ville de Ouahigouya est le chef-lieu de la province, administrativement dirigée par un haut-commissaire, nommé par le gouvernement et placé sous l'autorité du gouverneur de la région. Le haut-commissaire coordonne l'administration locale des préfets nommés dans chacun des départements. La ville est également le chef-lieu de la région.
| Période        | Période  | Identité         | Fonction précédente    | Observation |
| -------------- | -------- | ---------------- | ---------------------- | ----------- |
| 8 juillet 2016 | En cours | Mme Justice Somé | Administratrice civile | [ 9 ]       |

| Période | Période  | Identité | Fonction précédente | Observation |
| ------- | -------- | -------- | ------------------- | ----------- |
|         | En cours |          |                     |             |

### Départements ou communes

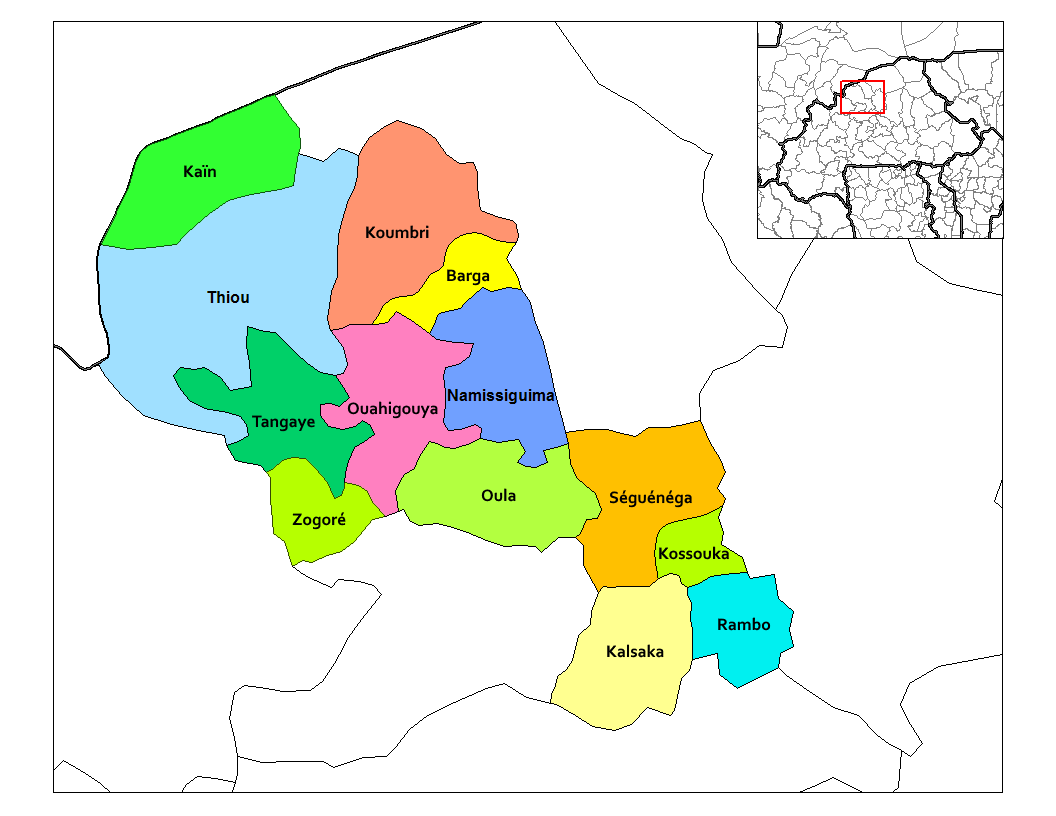
Localisation des treize départements ou communes de la province du Yatenga, formant également les districts sanitaires de Ouahigouya (au nord-ouest) et de Séguénéga (les quatre communes du sud-est).

La province du Yatenga est administrativement composée de treize départements ou communes,.
Douze sont des communes rurales, Ouahigouya est une commune urbaine, subdivisée en quinze secteurs urbains, est également chef-lieu de la province et de la région :
| Département ou commune      | Type de commune             | Subdivisions,                         | Chef-lieu                                       | Population résidente totale | Population résidente totale | Population résidente totale | Population résidente totale |
| Département ou commune      | Type de commune             | Subdivisions,                         | Chef-lieu                                       | Rec. 1996                   | Est. 2003                   | Rec. 2006                   | Rec. 2019                   |
| --------------------------- | --------------------------- | ------------------------------------- | ----------------------------------------------- | --------------------------- | --------------------------- | --------------------------- | --------------------------- |
| Barga                       | rurale                      | 22 villages                           | Barga                                           | 26 760                      | 29 962                      | 30 319                      | 51 223                      |
| Kaïn                        | rurale                      | 12 villages                           | Kaïn                                            | 7 682                       | 11 201                      | 11 290                      | 11 775                      |
| Kalsaka                     | rurale                      | 52 villages                           | Kalsaka                                         | 43 195                      | 48 720                      | 51 408                      | 78 153                      |
| Kossouka                    | rurale                      | 19 villages                           | Kossouka                                        | 13 408                      | 16 205                      | 17 197                      | 26 912                      |
| Koumbri                     | rurale                      | 34 villages                           | Koumbri                                         | 31 748                      | 44 187                      | 44 535                      | 61 793                      |
| Namissiguima                | rurale                      | 27 villages                           | Namissiguima                                    | 27 705                      | 34 590                      | 34 904                      | 58 799                      |
| Ouahigouya                  | urbaine                     | 1 ville (15 secteurs) et 37 villages  | Ouahigouya (chef lieu de province et de région) | 96 353                      | 118 860                     | 125 030                     | 199 387                     |
| Oula                        | rurale                      | 62 villages                           | Oula                                            | 37 918                      | 42 805                      | 44 692                      | 62 811                      |
| Rambo                       | rurale                      | 21 villages                           | Rambo                                           | 27 893                      | 27 232                      | 34 019                      | 46 938                      |
| Séguénéga                   | rurale                      | 44 villages                           | Séguénéga                                       | 48 783                      | 39 489                      | 60 478                      | 98 583                      |
| Tangaye                     | rurale                      | 35 villages                           | Tangaye                                         | 26 709                      | 30 909                      | 32 612                      | 38 560                      |
| Thiou                       | rurale                      | 32 villages                           | Thiou                                           | 41 542                      | 55 158                      | 48 296                      | 66 589                      |
| Zogoré                      | rurale                      | 16 villages                           | Zogoré                                          | 14 867                      | 18 993                      | 18 384                      | 23 471                      |
| 13 départements ou communes | 13 départements ou communes | 1 ville (15 secteurs) et 413 villages | Total                                           | 444 563                     | 518 311                     | 553 164                     | 824 994                     |